# 萬世沉淪
萬世沉淪（After Forever）是一支來自荷蘭的交響金屬樂團。樂團同時使用了女高音和死腔，而他們的音樂也受到力量金屬、前衛金屬和哥德金屬的影響。 2009年2月，樂團宣布解散。

## 傳記
萬世沉淪在1995年成立時是使用 Apocalypse 作為團名，曲風較為接近死亡金屬。1997年女主唱 Floor Jansen 加入後，為了更強調她的歌聲，曲風於是加入了更多哥德金屬的元素。這時的團員為 Floor Jansen、Mark Jansen、Sander Gommans、Luuk van Gerven、Jack Driessen 和 Joep Beckers。
1999年樂團開始寫曲，並錄製了兩張 Demo - 《Ephemeral》和《Wings of Illusion》，這兩張Demo引起了唱片公司 Transmission Records 的注意，之後與樂團簽下合約。
首張專輯《Prison of Desire》在2000年發行，專輯還邀請了致命誘惑的主唱莎倫·丹·阿德爾參與錄音。專輯推出後，在歐洲獲得出色的成績。該年年底，新鼓手 André Borgman 和鍵盤手 Lando van Gils 加入樂團，取代原來的 Joep Beckers 與 Jack Driessen。
2001年，第二張專輯《Decipher》發行。Floor Jansen 受邀擔任亞力安傳說的客座樂手。2002年，吉他手 Mark Jansen 被開除，組成新樂團黯黑史詩。隨後新吉他手 Bas Maas 加入。2003年，樂團發行了 EP 和 DVD《Exordium》。
2004年，發行了概念專輯《因果孽報》。專輯登上了荷蘭排行榜第26名。同年 Lando van Gils 離開樂團，新成員 Joost van den Broek 加入。
2005年9月初，他們發行了第四張專輯《Remagine》。 專輯分為兩種版本，一個是附加三首歌曲的SACD，另一個是附贈 DVD 的特別版。DVD 內容包含相片集和幕後花絮。 
2006年3月3日，樂團因為唱片公司無法提供足夠的宣傳，決定離開。因此 Transmission Records 發行了精選集《Mea Culpa》。同年十月，樂團與 Nuclear Blast 簽下合約。
2006年年底樂團錄製了在 Nuclear Blast 旗下的第一張專輯《萬世沉淪》，請來了殲滅者樂團（Annihilator）的吉他手 Jeff Waters 和 Doro Pesch 擔任客座樂手。樂迷可從官方網站下載錄製專輯的影片。《萬世沉淪》在2007年4月23日發行。
2008年1月，因為 Sander 的健康狀況，樂團在官方網站上宣布他們將會休息一段時間，時間至少一年。
2009年2月5日，萬世沉淪宣布解散。2008年和2009年的休息，讓團員了解到他們已沒有精力去維持樂團的運作。

## 樂團成員

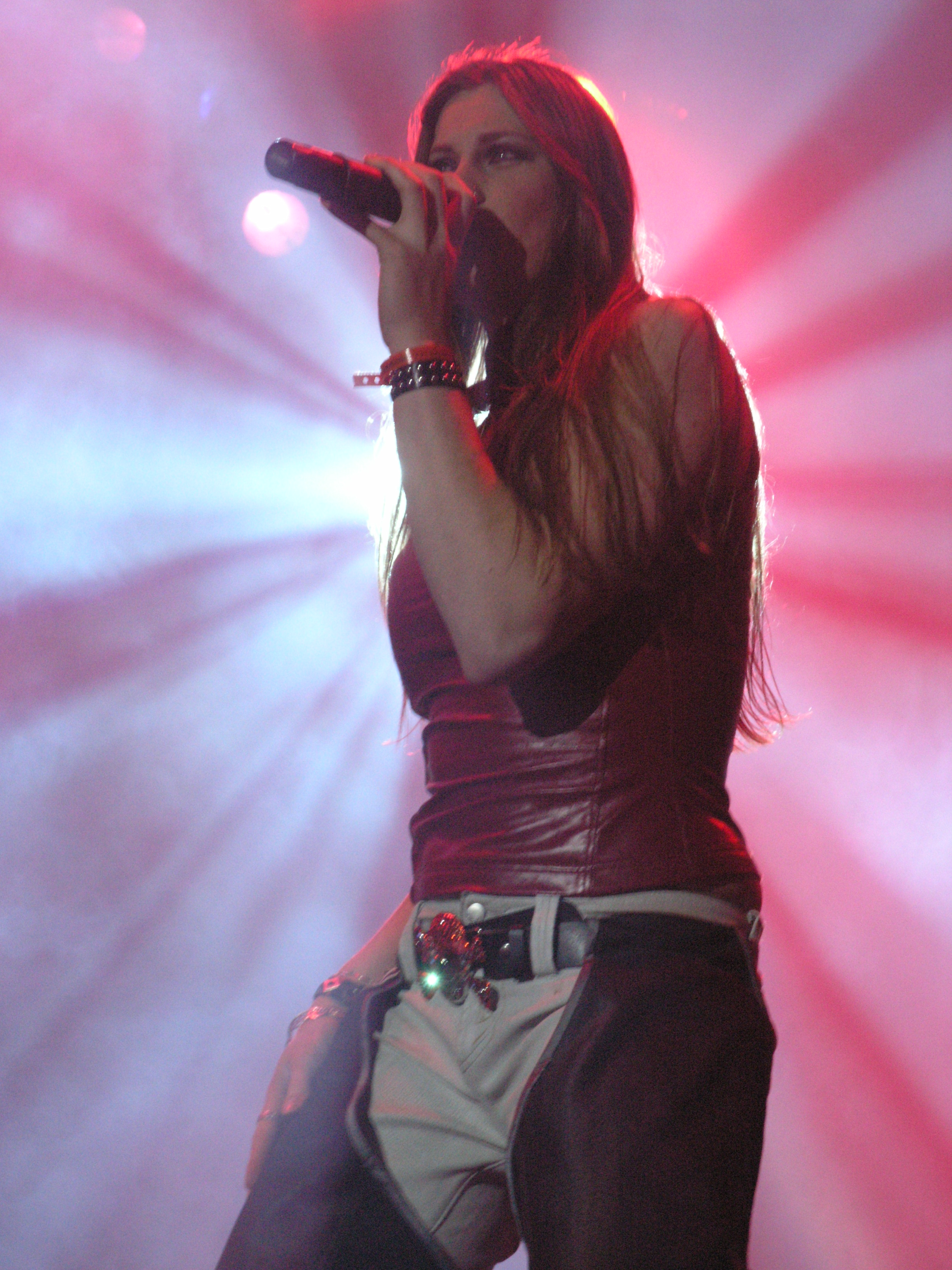
女主唱 Floor Jansen 在茲林的Masters of Rock 2007

- Floor Jansen - 主唱 (1997-2009)
- Sander Gommans - 吉他、死腔 (1995-2009)
- Bas Maas – 吉他、主唱 (2002-2009)
- Luuk van Gerven - 貝斯 (1996-2009)
- André Borgman - 鼓 (2000-2009)
- Joost van den Broek - 鍵盤 (2004-2009)

### 前任團員
- Mark Jansen - 吉他, screams (1995-2002)
- Joep Beckers - 鼓 (1995-2000)
- Jack Driessen - 鍵盤 (1995-2000)
- Lando van Gils - 鍵盤 (2000-2004)

## 音樂作品

### 錄音室專輯
- 《Prison of Desire》 (2000)
- 《Decipher》 (2001)
- 《因果孽報》（Invisible Circles） (2004)
- 《Remagine》 (2005)
- 《萬世沉淪》（After Forever） (2007)

### EP與單曲
- 《Follow in the Cry》 (2000)
- 《Emphasis/Who Wants To Live Forever》 (2002)
- 《Monolith Of Doubt》 (2002)
- 《Exordium》 (2003)
- 《My Choice/The Evil That Men Do》 (2003)
- 《Digital Deceit》 (2004)
- 《Being Everyone》 (2005)
- 《Two Sides/Boundaries Are Open》 (2006)
- 《Energize Me》 (2007)
- 《Equally Destructive》 (2007)

### Demo
- 《Ephemeral》 (1999)
- 《Wings of Illusion》 (1999)

### 精選輯
- 《Mea Culpa》 (2006)

## 外部連結
- 官方網站
- 官方Myspace （页面存档备份，存于）
- 在Metal-Ways.com的演唱照片